# 백제고분로
백제고분로(百濟古墳路)는 서울특별시 송파구 잠실동 신천중학교에서 방이동 올림픽공원 남4문삼거리를 잇는 왕복 6차선 도로이다.

## 역사
- 1981년 1월 23일 : 석촌로로 정해졌다.[1]
- 1984년 11월 7일 : 석촌로에서 백제고분로(신천중학교 - 현 올림픽공원 남4문삼거리, 5.1 km)로 정해졌다.

## 구간
서울특별시 송파구
신천중학교 - 잠실 종합운동장사거리 - 아시아선수촌아파트 - 삼전동 - 방이동 백제 고분군 - 석촌역 - 방이사거리 - 방이2동 주민센터 - 올림픽공원 남4문삼거리

## 사건사고
- 방이동 백제 고분군의 아래를 지나가는 석촌지하차도에서 싱크홀이 여러개 발견됐다. 2014년 8월 22일에는 방이사거리에서도 싱크홀이 발견됐다.

## 같이 보기
- 석촌호수로